# Kotin der Ernährer und Platonida

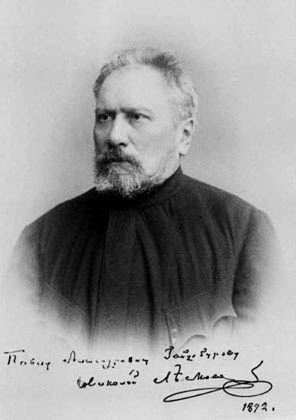
Nikolai Leskow im Jahr 1872

Kotin der Ernährer und Platonida (russisch Котин доилец и Платонида, Kotin doilez i Platonida) ist eine fragmentarische Erzählung des russischen Schriftstellers Nikolai Leskow, die im April 1867 in den Sankt Petersburger Otetschestwennye Sapiski erschien.

## Inhalt
Axinja Matwejewna, die 18-jährige Nichte des Stargoroder Kaufmanns Semjon Dejew, wird von den Ihren ausgepeitscht und aus dem Hause gejagt. Der Küster Iona Pisonski nimmt sie in seinem Häuschen auf. Axinja wird die Frau Küsterin und bringt einen Sohn, Konstantin, zur Welt, allerdings stirbt Iona, als dieser ein Jahr alt ist. Damit die beiden in einem Frauenkloster unterkommen können, verkleidet Axinja den Jungen als Mädchen. Als Zwölfjähriger tritt Konstantin Pisonski, nun als Junge gekleidet, in die geistliche Gemeindeschule ein und nennt sich aufgrund einer Schreibschwäche Kotin. Drei Jahre lang dient er als Soldat in einer Regimentskirche. Da seine Mutter einen Ernährer braucht, stellt sie einen Antrag auf Entlassung, jedoch ist sie, als diesem tatsächlich stattgegeben wird, bereits verstorben, weshalb Kotin sich auf den Weg zu seiner Verwandtschaft nach Stargorod macht. die Dejews, seine Verwandtschaft, verhöhnen ihn und Kotin entsinnt sich einer Nichte seiner Mutter, die er aufzusuchen versucht; auch diese ist aber bereits tot. Lediglich ihre beiden Töchter findet er vor, eine Zwei- und eine Fünfjährige, die er aufnimmt, ehe er sich wieder zurück zu den Dejews nach Stargorod wagt. In Stargorod trifft er auf die Schwiegertochter des Semjon Dejew, die 21-jährige Platonida Andrewna, die nur mit einem Bündel abgetragener Erwachsenenkleidung aushelfen kann. 
Die bejahrte Kurpfuscherin und Hebamme Fewronja Rochowna nimmt Kotin und die kleinen Mädchen auf, und bei ihr produziert und verkauft Kotin Stiefelwichse. Dank seines handwerklichen Geschicks gewinnt mit er der Zeit die Achtung der Stargoroder, weshalb die Stadtverordneten ihm die wüste Insel unter der Brücke im Fluss überlassen; Innerhalb von vier Jahren macht er diese urbar und erbaut eine Hütte. Nebenbei kümmert er sich um die beiden Mädchen.
Platonidas reichlich zwanzig Jahre älterer Ehemann, der hartherzige Marko Dejew, stirbt. Platonida fühlt sich auf einmal frei, aber nicht lange, da der Kaufmann Semjon Dejew seine junge Schwiegertochter vergebens zu vergewaltigen versucht. Platonida wehrt sich mit dem Beil, trifft aber nicht richtig, weil Markos jüngerer Bruder Awenir Dejew, der sie liebt, dazwischengeht. Der alte Dejew rächt sich, indem er klagt; vor Gericht glaubt man seine Anschuldigung, Platonida und Awenir hätten ihn berauben und ermorden wollen, weshalb Letzterer ins Gefängnis kommt. Die Behörde geht ferner dem Gerücht nach, Platonida, die seit der Gewalttat verschwunden ist, habe auf Kotins Insel Unterschlupf gefunden. Die Durchsuchung der Hütte auf der Insel bleibt ohne Ergebnis, doch auch Kotin kommt ins Gefängnis. Die Behörde und die Stargoroder meinen, wenn einer Platonidas Aufenthaltsort wisse, dann Kotin, aber dieser schweigt.
Kotin wird aus dem Gefängnis entlassen. Awenir darf im Kaukasus dienen und macht militärisch Karriere.

## Rezeption
- 1959: Setschkareff beobachtet, wie Leskow mit Nebendingen Spannung erzeugt und erwähnt in dem Zusammenhang „die düstere, von unheimlicher Erotik geladene Szene“, in der Platonida beinahe vergewaltigt wird.[1]
- 1967: Reißner moniert, Leskow habe das Fragment „abrupt und ohne befriedigende Lösung zum Abschluß“ gebracht.[2]
- 1988 Dieckmann schreibt über diese „moderne Robinsonade“, Leskow entlasse „seine Helden fast ins Dunkel der Legende“.[3]

### Deutschsprachige Ausgaben
- Kotin der Ernährer und Platonida. Deutsch von Günter Dalitz. S. 437–486 in Eberhard Reißner (Hrsg.): Nikolai Leskow: Gesammelte Werke in Einzelbänden. Liebe in Bastschuhen. Mit einer Nachbemerkung des Herausgebers. 747 Seiten. Rütten & Loening, Berlin 1967 (1. Aufl.)

Verwendete Ausgabe:
- Kotin der Ernährer und Platonida. Deutsch von Günter Dalitz. S. 444–491 in Eberhard Dieckmann (Hrsg.): Nikolai Leskow: Gesammelte Werke in Einzelbänden. Bd. 1: Die Lady Macbeth aus dem Landkreis Mzensk. Erzählungen. 632 Seiten. Rütten & Loening, Berlin 1988 (1. Aufl.), ISBN 3-352-00252-5

### Sekundärliteratur
- Vsevolod Setschkareff: N. S. Leskov. Sein Leben und sein Werk. 170 Seiten. Verlag Otto Harrassowitz, Wiesbaden 1959